# ケイゾン人
ケイゾン人（Kazon）はアメリカのSFテレビドラマ『スタートレック』シリーズに登場する架空のヒューマノイド型異星人。

## 身体
銅色あるいは褐色の肌に波状の隆起をした額、縄のように太い頭髪を持つ戦闘民族。ただし体格や身体能力は特に優れてはいない。性格は粗野で乱暴。

## 文化
クリンゴン人と似た好戦的な戦闘民族で、敵を倒すことを名誉とする。一応は緩やかな連合体を築いてはいる。しかし縄張り意識が強く、ケイゾン・ニストリムやケイゾン・オーグラ、ケイゾン・レローラやケイゾン・ポマーなどと呼ばれるいくつものセクト（部族）に分かれ、日々同種族間の権力闘争に明け暮れている。セクト内では部族を束ねるファースト・マージを始め、絶対的な階級が存在する。セクトはそれぞれ衛星などを丸ごと改造した訓練基地を所有しており、ケイゾン人男子は子供の頃からそこで戦闘訓練を受ける。名誉ある行動をした者は、新しい名や称号を得ることができる。
ケイゾンのセクトで強大なものはケイゾン・オーグラとケイゾン・レローラである。ただ、彼らは強大で好戦的ではあるもののやや穏健派に分類される。かつて強大であったケイゾン・ニストリムは野心的なファースト・マージ・カラに率いられ頻繁にヴォイジャーと敵対している。
ケイゾンの社会は完全なる男尊女卑の社会であり、女性が男性に意見することは忌み嫌われる行為である。また、父親から息子への愛情行為は息子にとって恥とみなされている。
ケイゾン人は長年トレイブ人に支配されていたが、30年前に反乱を起こし自由を手にした。自らの技術力と呼べるものは皆無で、多くが貧しい暮らしを送っており、必要な物資や技術を他の種族からの略奪により得ていると思われる。現在ケイゾン人が使用している戦艦は、すべてトレイブ人から奪ったものである。
レプリケーターや転送などの技術は保有していないものの、大型の戦艦は強力でU.S.S.ヴォイジャーといえど複数を相手にすると窮地に追い込まれる。
なお、他種族を同化させるボーグが同化を拒否した種族のひとつでもある。理由は「同化する価値もなかったから」。

## トレイブ人
かつてケイゾン人を支配していた種族。デルタ宙域を広範囲に支配しており、巧みな情報操作などでケイゾン人を奴隷にしていた事を隠し、逆らう種族も存在しなかった。彼らは長年ケイゾン人同士を争わせてきたことから、それによりケイゾン人の権力闘争に固執する性格が形成されたと思われる。現在トレイブ人は故郷を追われ流浪の生活を強いられており、ケイゾン人は彼らを絶滅させるわけでもなく、新天地を見つけるたびに入植の邪魔する嫌がらせを行っている。これはケイゾン人が敵に情けをかけられることを不名誉としていることと、ケイゾン人にトレイブ人全体を絶滅させるほどの組織力がないことに起因していると思われる。一見文化的で性格は穏やかな種族だが、かつての支配者としての意識は一世代経た今でも抜けないようで、再び支配者に返り咲く機会を密かに狙っているようだ。
一度はヴォイジャーを欺き偽りの和平を提案してケイゾンのマージたちを一箇所に集め、全滅させようとしたこともある。

## 代表的なケイゾン人
カラ（ジャー・カラ）
ケイゾン・ニストリムのファーストマージ。好戦的で野心的な人物。
カー（ジャー・カーデーン）
ケイゾン・オーグラの少年兵。ある一件でチャコティと行動を共にしたことがある。